# 陈波 (足球运动员)
陈波（1974年8月20日—），是中国退役足球运动员，司职后卫。

## 简介
陈波在中国足坛活跃时间极长，他在1992年进入沈阳队，随后的十几年他逐渐成为沈阳队旗帜性的人物，从1994年第一届甲A联赛开始当时尚未满20岁的他就能获得代表沈阳六药的出赛机会。此后历经多支球队，2001年他以350万的身价转投天津泰达，2002-2003年重返沈阳金德，2004年效力辽宁队，2005年曾在新加坡联赛效力。2006年赛季中期，他离开了刚刚加盟的江苏舜天，被外界普遍认为已经退役。
不过到了2008年，他再次加盟刚刚成立的沈阳东进，并帮助球队冲入了甲级联赛，2010年10月，中甲最后一轮比赛结束后陈波正式宣布挂靴。
2011年，陈波退役后留在沈阳东进担任助理教练，同年4月成为球队的代理主教练带队打了20场中甲联赛，战绩为7胜8平5负。赛季结束后，陈波得到俱乐部支持获得“转正”正式出任主教练。
2012年，沈阳东进把主场迁到呼和浩特，由于球队在联赛10场只得5平5负未获一胜，同年5月陈波辞职。